# 扇町兎園会
『扇町兎園会』（おうぎまちとえんかい）は、2006年4月3日（4月4日未明）から同年6月26日（6月27日未明）まで関西テレビで毎週月曜 24:35 - 25:05 （火曜 0:35 - 1:05）に放送されていた関西ローカルのバラエティ番組。全13回。
漫才コンビの笑い飯が毎回ゲストパネラーを3 - 4名迎えて兎園会と称し、トークを繰り広げていた。番組タイトルにある「扇町」とは、関西テレビの所在地・大阪市北区扇町から。

## 出演者

### メイン司会
- 西田幸治（笑い飯）
- 哲夫（笑い飯）

### 週代わり兎園会員（ゲストパネラー）
「週代わり」は番組公式サイトで使われていた表記。本来は「週替わり」と書く。
- 第1回 中田ボタン、河村たかし、北川弘美
- 第2回 タージン、西川史子、中山功太
- 第3回 金村義明、田村裕（麒麟）、石坂ちなみ
- 第4回 円広志、あびる優
- 第5回 やくみつる、笑福亭笑瓶、磯山さやか
- 第6回 モンキッキー、古瀬絵理
- 第7回 藤波辰爾、海原ともこ
- 第8回 城咲仁、ノブ（千鳥）
- 第9回 松尾貴史、矢吹春奈
- 第10回 国生さゆり、ネゴシックス
- 第11回 トミーズ健、時東ぁみ
- 第12回 江川達也、友近
- 第13回 インリン・オブ・ジョイトイ、久保田和靖（とろサーモン）、武智正剛（マラドーナ）

### ナレーター
- 岡田照幸

## スタッフ
- 構成：佐伯勝
- 監修：倉本美津留
- 題字：桂しん吉
- TD：松林正和
- CAM：中居龍紀
- VE：高橋辰夫
- MIX：橋本佳樹
- LD：中村貴志
- 照明：大阪共立
- VTR編集：今岡裕之
- MA・効果：森道子
- 美術：杉山茂光
- セットデザイン：萩原英伸
- 美術進行：西口英希
- 大道具：榎並彰
- 装飾：森仁美
- 電飾：増本正寿
- 衣裳：岡本忠治
- メイク：ビーム
- CG：谷信之（インフォルメ）
- タイトル：河合立史
- ディレクター：西野佳、河西秀幸
- 演出：東野和全
- プロデューサー：小川悦司
- 技術協力：イングス、テレコープ
- 制作協力：吉本興業
- 制作著作：関西テレビ